# Wicked: The Soundtrack
Wicked: The Soundtrack es el álbum de banda sonora de la película homónima de 2024, fue estrenada simultáneamente con la cinta el 22 de noviembre de 2024 bajo la distribución de Republic Records y Verve Records. El álbum cuenta con la producción de Greg Wells, Stephen Oremus y Stephen Schwartz, contiene las once canciones que aparecen en la película y a la vez respeta el orden de los temas que también aparecen en el primer acto del musical teatral original.

## Antecedentes
La banda sonora se compone de 11 canciones de la película, y se incluyen todas las canciones del primer acto del musical original. Cynthia Erivo y Ariana Grande, las dos estrellas principales de la película, aparecen en siete canciones cada una. Mike Knobloch, presidente de música y edición de NBCUniversal, declaró:

La grabación original del reparto es icónica, así que la prioridad número uno era no estropearla. También ha sido una gran oportunidad hacer una banda sonora para un musical muy querido que sólo será el segundo álbum de Wicked en dos décadas. Pero aunque nuestra misión principal era hacer la película, no queríamos que la banda sonora fuera simplemente un subproducto copiado y pegado».

En cuanto a la decisión de dividir la adaptación cinematográfica en dos partes, el compositor de Wicked Stephen Schwartz declaró: «Nos resultaba muy difícil pasar de Defying Gravity sin una pausa. Esa canción está escrita específicamente para bajar el telón, y cualquier escena que la siguiera sin una pausa parecía enormemente anticlimática».

### Números musicales
Para la canción «Popular», Schwartz, Wells y Oremus querían modificar su ritmo respecto a la versión del musical de escenario, pero Ariana Grande, que interpreta a Glinda, insistió en que la canción se mantuviera fiel a la original. La canción presenta un final extendido con cambios de clave adicionales.
En la canción «One Short Day», Schwartz escribió una nueva sección «para mostrar más de la propaganda que El Mago difundía y entender realmente mejor este libro mágico - el Grimmerie». La nueva sección fue interpretada por Idina Menzel y Kristin Chenoweth, que originaron los papeles de Elphaba y Glinda en Broadway, respectivamente.
La canción «Defying Gravity» se rodó aproximadamente un año después de comenzar la producción. Cynthia Erivo, que interpreta a Elphaba, declaró que quería que la voz del personaje creciera a lo largo de la canción. Sobre su grito de guerra al final de la secuencia, «Siempre estaba deseando que llegara ese momento, porque todo llega hasta ahí. Tu cuerpo y tu cerebro y tu mente -y tu corazón, en realidad- están esperando poder soltar esa nota final, porque es el momento definitivo en el que [Elphaba] puede llegar a ser ella misma."
«Ozdust Duet», un nuevo tema orquestal, se incluye en el álbum como tema extra exclusivo para streaming. Combina elementos de «Dancing Through Life» y «For Good», esta última incluida en la segunda película.

## Producción y lanzamiento
El álbum está producido por Greg Wells, Stephen Oremus, y el compositor de Wicked Stephen Schwartz, y mezclado por Wells. Fue lanzada el 22 de noviembre de 2024 en formatos de CD, descarga digital, LP y streaming. Estarán a la venta variantes exclusivas del CD y el LP en Target y Barnes & Noble. Después del lanzamiento de la banda sonora se harán fiestas para escuchar el álbum en tiendas de música de algunas ciudades en Estados Unidos del 22 al 24 de noviembre.
El trabajo en la banda sonora comenzó al principio del proceso de preproducción de la película, ya que los números musicales impulsarían en gran medida la producción. Comenzaron desarrollando las pistas instrumentales y grabando maquetas por fases.
Las voces del reparto se grabaron a lo largo del rodaje, lo que requirió el trabajo del ingeniero de sonido Simon Hayes, que trabajó como mezclador de sonido en directo. Cada actor estaba equipado con tres micrófonos: un boom mic y dos lavalier microphones. También estaban equipados con monitores de oído que reproducían un teclado en directo o la música pregrabada. Knobloch declaró que «se dedicó mucho tiempo y esfuerzo a equilibrar las voces con todos los elementos orquestales e instrumentales y a editar las canciones juntas en una estructura cohesiva» para la banda sonora.

### Sencillos
El 21 de noviembre de 2024, Hits Daily Double informó de que «Popular» y «Defying Gravity» serían los sencillos principales del álbum. «Popular» debutó en la radio de Estados Unidos el 22 de noviembre de 2024, la misma fecha que el estreno de la película y la banda sonora. «Popular» y «Defying Gravity» fueron lanzados como sencillos en Italia el 13 de diciembre de 2024.

## Recepción  comercial
Wicked: The Soundtrack se convirtió en la banda sonora musical más vista en Amazon Music en las primeras 24 horas de su lanzamiento.  En los tres primeros días de su lanzamiento, «Defying Gravity» había sido reproducida en Spotify 4,9 millones de veces; «Popular» le siguió con 4,6 millones de streams.
En las listas Británicas, Wicked: The Soundtrack debutó en el número 1 de las listas UK Compilation Chart, de descargas de álbumes y de álbumes de bandas sonoras. Fue el mayor debut de una banda sonora musical en la década de 2020, y obtuvo las mayores ventas semanales de vinilos de una banda sonora musical en el siglo XXI. En la lista británica de sencillos, «Defying Gravity» debutó en el número 7, «Popular» debutó en el número 13 y «What Is This Feeling?» debutó en el número 17.
En las Listas australianas, la banda sonora debutó en el número 3 de la lista de álbumes, mientras que «Defying Gravity» debutó en el número 42 de la lista de singles.
En Estados Unidos, se prevé que el álbum consiga 109.000 unidades equivalentes a un álbum en su primera semana, con unas ventas de 80.000.

## Recepción crítica
La banda sonora recibió elogios de la crítica, con Chris Willman de Variety escribiendo que «el álbum pone un signo de exclamación más en la rara brillantez de Schwartz como melodista y letrista, a la [Stephen] Sondheim». Además de elogiar las interpretaciones vocales de Erivo y Grande, Stephen Daw de Billboard elogió la nueva orquestación «poppy» y las voces de Jonathan Bailey en «Dancing Through Life», señalando que es una mejora con respecto al álbum de banda sonora del musical del mismo nombre.

## Lista de canciones
Todas las canciones escritas y compuestas por Stephen Schwartz. 
| Wicked: The Soundtrack - Edición estándar |                            | |          |  |
| N.º                                       | Título                     | Intérprete(s)                                                                                       | Duración |  |
| 1.                                        | «No One Mourns the Wicked» | Ariana Grande junto a Andy Nyman, Courtney-Mae Briggs, Jeff Goldblum, Sharon D. Clarke y Jenna Boyd | 7:27     |  |
| 2.                                        | «Dear Old Shiz»            | Shiz University Choir junto a Grande                                                                | 1:11     |  |
| 3.                                        | «The Wizard and I»         | Cynthia Erivo junto a Michelle Yeoh                                                                 | 5:36     |  |
| 4.                                        | «What Is This Feeling?»    | Grande y Erivo                                                                                      | 3:48     |  |
| 5.                                        | «Something Bad»            | Peter Dinklage junto a Erivo                                                                        | 1:48     |  |
| 6.                                        | «Dancing Through Life»     | Jonathan Bailey junto a Grande, Ethan Slater, Marissa Bode y Erivo                                  | 9:47     |  |
| 7.                                        | «Popular»                  | Grande                                                                                              | 4:01     |  |
| 8.                                        | «I'm Not That Girl»        | Erivo                                                                                               | 3:57     |  |
| 9.                                        | «One Short Day»            | Erivo, Grande, Kristin Chenoweth e Idina Menzel junto a Michael McCorry Rose                        | 6:32     |  |
| 10.                                       | «A Sentimental Man»        | Goldblum                                                                                            | 2:12     |  |
| 11.                                       | «Defying Gravity»          | Erivo junto a Grande                                                                                | 7:39     |  |
| 53:58                                     |                            | |          |  |

| Pista adicional en streaming |               |                      |          |  |
| N.º                          | Título        | Intérprete(s)        | Duración |  |
| 12.                          | «Ozdust Duet» | The Wicked Orchestra | 2:11     |  |
| 56:18                        |               |                      |          |  |

| Pista adicional de Apple Music |              |                  |          |  |
| N.º                            | Título       | Intérprete(s)    | Duración |  |
| 13.                            | «Commentary» | Stephen Schwartz | 0:33     |  |
| 56:42                          |              |                  |          |  |

Notas
- Los comentarios de Schwartz se incluyen como pista adicional en la edición Apple Music del álbum.
- Versiones truncadas de «Popular» y «Defying Gravity» que omiten diálogos aparecen como pistas adicionales en ciertas ediciones digitales del álbum.[42][43]

## Personal
Toda la música está compuesta por Stephen Schwartz.
- Stephen Schwartz - productor
- Greg Wells - productor, mezclador, arreglista, teclados, guitarras, bajo, batería, programación de sintetizadores
- Stephen Oremus - productor, arreglista, director de orquesta
- Jon M. Chu - productor ejecutivo del álbum
- Marc Platt - productor ejecutivo del álbum
- Maggie Rodford - supervisora musical
- Robin Baynton - editor vocal supervisor e ingeniero
- Dominick Amendum - supervisor de producción musical, arreglista, teclados
- Ariana Grande - productora vocal
- Cynthia Erivo - productora vocal
- Laurence Anslow - mezcla adicional
- Jack Dolman - editor musical supervisor
- Catherine Wilson - editora musical supervisora
- Benjamin Holder - músico asociado
- Jeff Atmajian - arreglista, orquestador
- Nick Wollage - ingeniero de grabación, mezclador orquestal
- Ian Kagey - ingeniero de grabación del coro
- John Prestage - grabador
- Jason Soudah - ingeniero de grabación asistente
- Laura Beck - ingeniera asistente
- Wil Jones - ingeniero asistente
- George Lloyd-Owen - ingeniero asistente
- Eve Morris - ingeniero asistente
- Sean Phelan - ingeniero asistente
- Jonathan Beard - orquestación adicional.
- Ed Trybeck - orquestación adicional
- Henri Wilkinson - orquestación adicional
- Ashley Andrew-Jones - edición de orquesta
- Douglas Romayne - maquetas de orquestación
- Kevin Kliesch - maquetas de orquestación
- Jordan Cox - preparación de la música principal
- Global Music Service - preparación musical
- Aiden Davis - preparación musical
- James Reagan - preparación musical
- Brad Ritchie - preparación musical
- Jeremy Isaac - director de orquesta

### Músicos
- Richard George - violín
- Fenella Barton - violín
- Mark Berrow - violín
- Daniel Bhattacharya - violín
- Natalia Bonner - violín
- Thomas Bowes (violinista) - violín
- Charlie Brown - violín
- Ben Buckton - violín
- Emil Chakalov - violín
- Ralph de Souza - violín
- Christina Emanuel - violín
- Dai Emanuel - violín
- Jonathan Evans-Jones - violín
- Nina Foster - violín
- Kathy Gowers - violín
- Raja Halder - violín
- Marianne Haynes - violín
- Philippe Honoré (violinista) - violín
- Ian Humphries - violín
- Martyn Jackson - violín
- Patrick Kiernan - violín
- Bea Lovejoy - violín
- Dorina Markoff - violín
- Laura Melhuish - violín
- John Mills - violín
- Steve Morris - violín
- Everton Nelson - violín
- Odile Ollagnon - violín
- Oscar Perks - violín
- Tom Pigott-Smith - violín
- Kotono Sato - violín
- Sarah Sexton - violín
- Anna Szabo - violín
- Cathy Thompson - violín
- Clare Thompson - violín
- Michael Trainor - violín
- Matthew Ward - violín
- Debbie Widdup - violín
- Warren Zielinski - violín
- Bruce White - viola
- Laurie Anderson - viola
- Nick Barr - viola
- Catherine Bradshaw - viola
- Reiad Chibah - viola
- Sue Dench - viola
- Clive Howard - viola
- Martin Humbey - viola
- Helen Kamminga - viola
- Peter Lale - viola
- Fiona Leggat - viola
- Lydia Lowndes-Northcott - viola
- Kate Musker - viola
- Andrew Parker - viola
- Bruce White - viola
- Nick Cooper - violonchelo
- Adrian Bradbury - violonchelo
- Tim Gill - violonchelo
- Sophie Harris - violonchelo
- Paul Kegg - violonchelo
- David Lale (violonchelista británico) - violonchelo
- Rachael Lander]] - violonchelo
- Vicky Matthews - violonchelo
- Frank Schaefer - violonchelo
- Bozidar Vukotic - violonchelo
- Bruce White - violonchelo
- Tony Woollard - violonchelo
- Mary Scully - contrabajo
- Steve Mair - contrabajo
- Paul Kimber - contrabajo
- Roger Linley - contrabajo
- Rupert Ring - contrabajo
- Steve Rossell - contrabajo
- Ben Russell - contrabajo
- Lucy Shaw - contrabajo
- Beth Symmons - contrabajo
- Laurence Ungless - contrabajo
- Dominic Worsley - contrabajo
- Karen Jones - flauta
- David Cuthbert - flauta
- Helen Keen - flauta
- Eliza Marshall - flauta
- Tim Rundle - oboe
- Janey Miller - oboe
- Sue Bohling - oboe
- John Anderson - oboe
- John Carnac - clarinete
- Duncan Ashby - clarinete
- Anthony Pike - clarinete
- Nicholas Rodwell - clarinete
- Gavin McNaughton - fagot
- Emma Harding - fagot
- Rachel Simms - fagot
- Simon Chiswell - fagot
- Richard Watkins - trompa
- Nigel Black - trompa
- Diego Incertis - trompa
- Corinne Bailey - trompa
- Phillippa Koush-Jalali - trompa
- Henry Ward - Trompa
- Alexei Watkins - trompa
- Paul Booth - saxofón
- Sam Mayne - saxofón
- Nick Moss - saxofón
- Colin Skinner - saxofón
- Jamie Talbot - saxofón
- Philip Cobb - trompeta
- Patrick White - trompeta
- Daniel Newell - trompeta
- Christian Barraclough - trompeta
- Kate Moore - trompeta
- Gareth Small - trompeta
- Andy Wood - trombón
- Ed Tarrant - trombón
- Barry Clements - trombón
- Chris Augustine - trombón
- Jon Stokes - trombón
- Phil White - trombón
- Owen Slade - tuba, cimbasso
- Frank Ricotti - percusión
- Julian Poole - percusión
- Gary Kettel - percusión
- Chris Baron - timbales
- Simon Chamberlain - piano
- Bryn Lewis - arpa
- Hugh Webb - arpa

### Vocalistas
- Wendi Bergamini
- Larkin Bogan
- Ashley Brown
- Michael Cole
- Meg Doherty
- Danny Drewes
- Alyssa Fox
- Caitlyn Gallogly
- Julie Garnyé
- Troy Iwata
- Jesse JP Johnson
- Kristoffer Cusick
- Pablo David Laucerica
- Ross Lekites
- Kara Lindsay
- Michael McCorry Rose
- Desi Oakley
- Allsun O'Malley
- Marissa Rosen
- Michael Seelbach
- Shayna Steele
- Nikki Renee Daniels
- Nicholas Ward
- Derrick Williams
- Max Chambers
- Scarlett Diviney
- Austin Elle Fisher
- Annika Reese Franklin
- Jackson Hayes
- Spencer Lincoln
- Theo Lowenstein
- Skylar Bohon Oremus
- Nora Winer
- Isabella Ye

## Posicionamiento en listas
| Chart (2024–2025)                       | Peak position |
| --------------------------------------- | ------------- |
| Argentina (CAPIF)                       | 10            |
| Australia (ARIA)                        | 3             |
| Austria (Ö3 Austria)                    | 6             |
| Bélgica (Ultratop Flandes)              | 6             |
| Bélgica (Ultratop Valonia)              | 30            |
| Canadá (Billboard Canadian Albums)      | 9             |
| Países Bajos (Album Top 100)            | 8             |
| Francia (SNEP)                          | 38            |
| Alemania (Offizielle Top 100)           | 16            |
| Grecia (IFPI)                           | 3             |
| Islandia (Tónlistinn)                   | 27            |
| Irlanda Irish Compilation Albums (IRMA) | 1             |
| Italia (FIMI)                           | 42            |
| Japón (Oricon)                          | 37            |
| Japón Japanese Combined Albums (Oricon) | 30            |
| Japón (Billboard Japan)                 | 30            |
| Nueva Zelanda (RMNZ)                    | 3             |
| Noruega (VG-lista)                      | 26            |
| España (PROMUSICAE)                     | 6             |
| Suecia (Sverigetopplistan)              | 37            |
| Suiza (Schweizer Hitparade)             | 29            |
| Reino Unido (UK Compilation Albums)     | 1             |
| Reino Unido (UK Country Albums)         | 1             |
| Estados Unidos (Billboard 200)          | 2             |
| Estados Unidos (Soundtrack Albums)      | 1             |

## Historial de lanzamiento
| Región | Fecha                   | Formato(s)                                | Edicione(s) | Discográfica(s)        | Ref.   |
| ------ | ----------------------- | ----------------------------------------- | ----------- | ---------------------- | ------ |
| Varios | 22 de noviembre de 2024 | CD descarga digital LP [ n. 1 ] streaming | Estándar    | Republic Verve Records | [ 24 ] |
| Varios | 6 de diciembre de 2024  | CD LP                                     | Fan Edition | Republic Verve Records | [ 70 ] |

## Premios y nominaciones
| Año  | Premio                          | Categoría      | Resultado | Referencias |
| ---- | ------------------------------- | -------------- | --------- | ----------- |
| 2025 | Nickelodeon Kids' Choice Awards | Álbum favorito | Nominado  | [ 71 ]      |